# Huruçören, Araç
Huruçören là một xã thuộc huyện Araç, tỉnh Kastamonu, Thổ Nhĩ Kỳ. Dân số thời điểm năm 2008 là 137 người.